# Rallye Finnland 2023

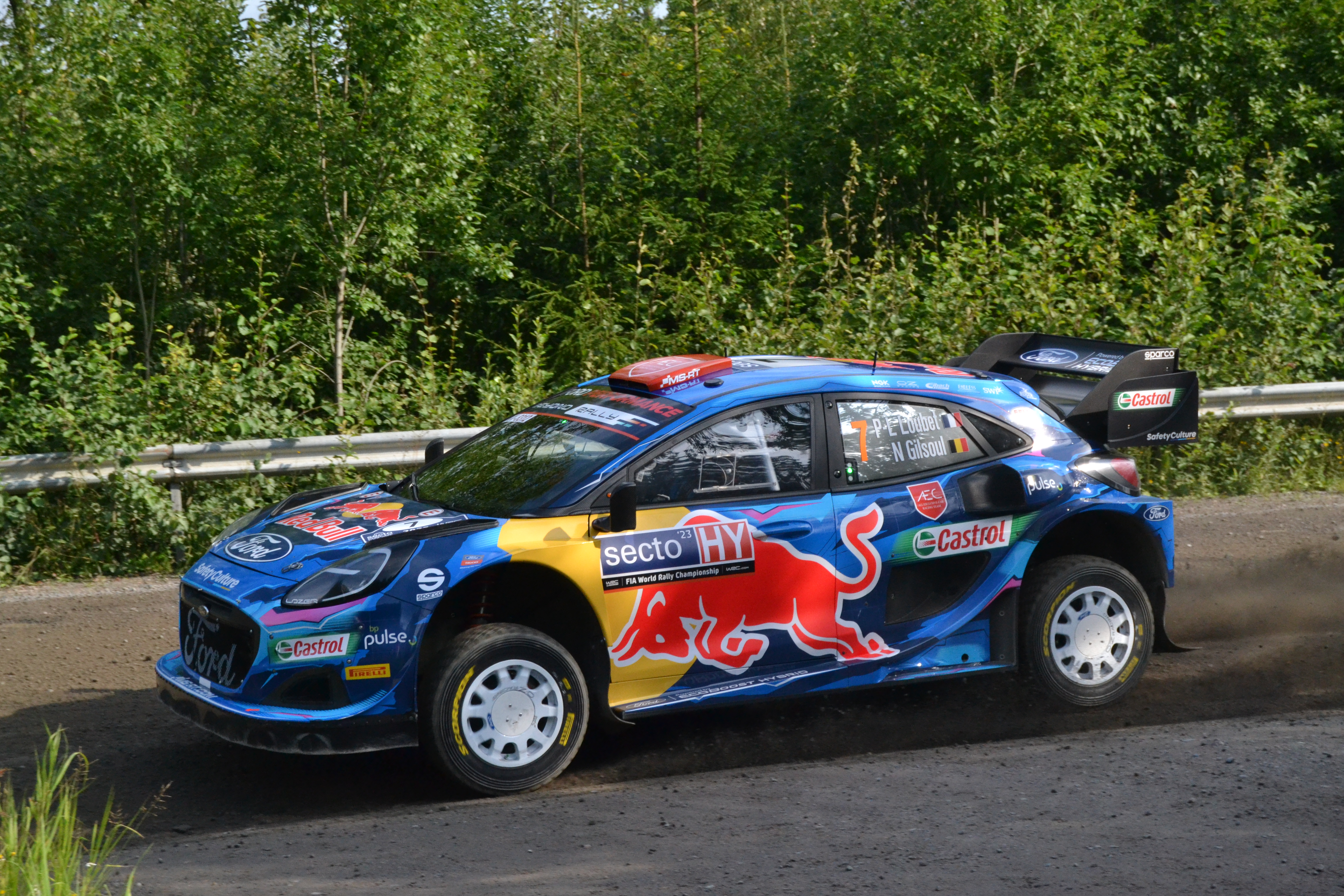
Ford Puma Rally 1 von Pierre-Louis Loubet und Nicolas Gilsoul

Die 72. Rallye Finnland (Secto Rally Finland 2023) war der 9. Lauf zur FIA-Rallye-Weltmeisterschaft 2023. Sie dauerte vom 3. bis zum 6. August 2023 und es wurden insgesamt 22 Wertungsprüfungen (WP) gefahren.

## Bericht
Anfangs der Rallye beherrschte der amtierende Weltmeister Kalle Rovanperä (Toyota) die Konkurrenz nach Belieben. In der achten Wertungsprüfung (WP) blieb er in einer Kurve an einem Hindernis hängen und überschlug sich. Fahrer und Beifahrer Jonne Halttunen blieben unverletzt, an eine Weiterfahrt war aber nicht zu denken, der Yaris war zu arg beschädigt worden. Ebenfalls schon am Freitag musste Ott Tänak den Wettbewerb aufgeben. Nach einem Öl-Leck am M-Sport Ford konnte Tänak nicht mehr weiterfahren. Schlimmer kam es für Esapekka Lappi (Hyundai), der mit hoher Geschwindigkeit an einen Baum prallte, nach dem er in einer Rechtskurve von der Straße abkam. Lappi und Co-Pilot Janne Ferm blieben glücklicherweise unverletzt, mussten aber ebenfalls aufgeben. Am Samstag gewann Elfyn Evans (Toyota) sieben von insgesamt acht WP und hatte am Abend auf Thierry Neuville (Hyundai) einen Vorsprung von 32,1 Sekunden. Auch am Sonntag konnte Neuville mit dem Tempo von Evans nicht mithalten. Evans verwaltete geschickt seinen Vorsprung und gewann in Finnland seinen insgesamt siebten Weltmeisterschaftslauf. In der Weltmeisterschaftstabelle führte nach der Rallye Finnland Rovanperä mit 170 vor Evans mit 145 und Neuville mit 134 Punkten.

## Meldeliste
| Nr.                  | Fahrer                    | Co-Pilot             | Auto                   |
| -------------------- | ------------------------- | -------------------- | ---------------------- |
| WRC-Klasse (Rally1)  |                           |                      |                        |
| 3                    | Teemu Suninen             | Mikko Markkula       | Hyundai i20 N Rally1   |
| 4                    | Esapekka Lappi            | Janne Ferm           | Hyundai i20 N Rally1   |
| 7                    | Pierre-Louis Loubet       | Nicolas Gilsoul      | Ford Puma Rally1       |
| 8                    | Ott Tänak                 | Martin Järveoja      | Ford Puma Rally1       |
| 11                   | Thierry Neuville          | Martijn Wydaeghe     | Hyundai i20 N Rally1   |
| 18                   | Takamoto Katsuta          | Aaron Johnston       | Toyota GR Yaris Rally1 |
| 33                   | Elfyn Evans               | Scott Martin         | Toyota GR Yaris Rally1 |
| 69                   | Kalle Rovanperä           | Jonne Halttunen      | Toyota GR Yaris Rally1 |
| 97                   | Jari-Matti Latvala        | Juho Hänninen        | Toyota GR Yaris Rally1 |
| WRC2-Klasse (Rally2) |                           |                      |                        |
| 20                   | Yohan Rossel              | Arnaud Dunand        | Citroën C3 Rally2      |
| 22                   | Gus Greensmith            | Jonas Andersson      | Škoda Fabia RS Rally2  |
| 23                   | Emil Lindholm             | Reeta Hämäläinen     | Hyundai i20 N Rally2   |
| 24                   | Andreas Mikkelsen         | Torstein Eriksen     | Škoda Fabia RS Rally2  |
| 26                   | Adrien Fourmaux           | Alexandre Coria      | Ford Fiesta Rally2     |
| 27                   | Sami Pajari               | Enni Mälkönen        | Škoda Fabia RS Rally2  |
| 28                   | Jari Huttunen             | Antti Haapala        | Škoda Fabia RS Rally2  |
| 29                   | Lauri Joona               | Tuukka Shemeikka     | Škoda Fabia RS Rally2  |
| 30                   | Mikko Heikkilä            | Samu Vaaleri         | Škoda Fabia RS Rally2  |
| 31                   | Robert Virves             | Craig Drew           | Ford Fiesta Rally2     |
| 32                   | Marco Bulacia             | Diego Vallejo        | Škoda Fabia RS Rally2  |
| 34                   | Georg Linnamäe            | James Morgan         | Hyundai i20 N Rally2   |
| 36                   | Mikołaj Marczyk           | Szymon Gospodarczyk  | Škoda Fabia RS Rally2  |
| 37                   | Bruno Bulacia             | Axel Coronado        | Škoda Fabia RS Rally2  |
| 39                   | Josh McErlean             | James Fulton         | Hyundai i20 N Rally2   |
| 40                   | Grégoire Munster          | Louis Louka          | Ford Fiesta Rally2     |
| 51                   | Nasser Khalifa Al-Attiyah | Giovanni Bernacchini | Ford Fiesta Rally2     |

Insgesamt haben sich 66 Fahrer eingeschrieben.

## Klassifikationen

### WRC-Gesamtklassement
| WRC |                     |                           |                           |          |           |                 |      |
| 1   | Elfyn Evans         | Scott Martin              | Toyota GR Yaris Rally1    | WRC RC1  | 2:33:11.3 | 00:00.0         | 25+5 |
| 2   | Thierry Neuville    | Marijn Wydaeghe           | Hyundai i20 N Rally1      | WRC RC1  | 2:33:50.4 | 00:39.1         | 18+4 |
| 3   | Takamoto Katsuta    | Aaron Johnston            | Toyota GR Yaris Rally1    | WRC RC1  | 2:34:48.0 | 01:36.7 00:57.6 | 15+2 |
| 4   | Teemu Suninen       | Mikko Markkula            | Hyundai i20 N Rally1      | WRC RC1  | 2:34:52.3 | 01:41.0 00:04.3 | 12+3 |
| 5   | Jari-Matti Latvala  | Juho Hänninen             | Toyota GR Yaris Rally1    | WRC RC1  | 2:37:20.7 | 04:09.4 02:28.4 | 10+1 |
| 6   | Oliver Solberg      | Elliott Edmondson         | Škoda Fabia RS Rally2     | WRC2 RC2 | 2:42:44.9 | 09:33.6 05:24.2 | 8    |
| 7   | Sami Pajari         | Enni Mälkönen             | Škoda Fabia RS Rally2     | WRC2 RC2 | 2:43:15.0 | 10:03.7 00:30.1 | 6    |
| 8   | Adrien Fourmaux     | Alexandre Coria           | Ford Fiesta Rally2        | WRC2 RC2 | 2:43:48.8 | 10:37.5 00:33.8 | 4    |
| 9   | FIA Nikolai Grjasin | FIA Konstantin Alexandrow | Škoda Fabia RS Rally2     | WRC2 RC2 | 2:44:22.8 | 11:11.5 00:34.0 | 2    |
| 10  | Andreas Mikkelsen   | Torstein Eriksen          | Škoda Fabia RS Rally2 evo | WRC2 RC2 | 2:44:46.5 | 11:35.2 00:23.7 | 1    |

Insgesamt wurden 49 von 66 gemeldeten Fahrzeugen klassiert.

## Wertungsprüfungen
| Datum   | Zeit (MESZ) | Nr.                                    | Name                                   | Länge                                  | Gewinner                                                                                      | Co-Pilot                                                                  | Auto | Zeit                                    | Leader          |
| ------- | ----------- | -------------------------------------- | -------------------------------------- | -------------------------------------- | --------------------------------------------------------------------------------------------- | ------------------------------------------------------------------------- | --- | --------------------------------------- | --------------- |
| 3. Aug. | 08:01       | —                                      | Rannankylä (Shakedown)                 | 4,48 km                                | Kalle Rovanperä                                                                               | Jonne Halttunen                                                           | Toyota GR Yaris Rally1                                                                                         | 01:56.3                                 |                 |
| 3. Aug. | 18:05       | WP1                                    | Harju 1                                | 3,48 km                                | Ott Tänak                                                                                     | Martin Järveoja                                                           | Ford Puma Rally1                                                                                               | 02:39.0                                 | Ott Tänak       |
| 3. Aug. | 18:40       | Service Jyväskylä Paviljonki (15 Min.) | Service Jyväskylä Paviljonki (15 Min.) | Service Jyväskylä Paviljonki (15 Min.) | Service Jyväskylä Paviljonki (15 Min.)                                                        | Service Jyväskylä Paviljonki (15 Min.)                                    | Service Jyväskylä Paviljonki (15 Min.)                                                                         | Service Jyväskylä Paviljonki (15 Min.)  | Ott Tänak       |
| 4. Aug. | 07:05       | WP2                                    | Laukaa 1                               | 11,78 km                               | Takamoto Katsuta                                                                              | Aaron Johnston                                                            | Toyota GR Yaris Rally1                                                                                         | 05:36.1                                 | Kalle Rovanperä |
| 4. Aug. | 8:03        | WP3                                    | Lankamaa 1                             | 14,21 km                               | Kalle Rovanperä                                                                               | Jonne Halttunen                                                           | Toyota GR Yaris Rally1                                                                                         | 05:57.8                                 | Kalle Rovanperä |
| 4. Aug. | 09:21       | WP4                                    | Myhinpää 1                             | 15,51 km                               | Kalle Rovanperä                                                                               | Jonne Halttunen                                                           | Toyota GR Yaris Rally1                                                                                         | 06:55.7                                 | Kalle Rovanperä |
| 4. Aug. | 10:35       | WP5                                    | Halttula 1                             | 9,14 km                                | Kalle Rovanperä                                                                               | Jonne Halttunen                                                           | Toyota GR Yaris Rally1                                                                                         | 04:21.0                                 | Kalle Rovanperä |
| 4. Aug. | 13:02       | Service Jyväskylä Paviljonki (40 Min.) | Service Jyväskylä Paviljonki (40 Min.) | Service Jyväskylä Paviljonki (40 Min.) | Service Jyväskylä Paviljonki (40 Min.)                                                        | Service Jyväskylä Paviljonki (40 Min.)                                    | Service Jyväskylä Paviljonki (40 Min.)                                                                         | Service Jyväskylä Paviljonki (40 Min.)  | Kalle Rovanperä |
| 4. Aug. | 13:32       | WP6                                    | Laukaa 2                               | 11,78 km                               | Kalle Rovanperä                                                                               | Jonne Halttunen                                                           | Toyota GR Yaris Rally1                                                                                         | 05:40.5                                 | Kalle Rovanperä |
| 4. Aug. | 14:30       | WP7                                    | Lankamaa 2                             | 14,21 km                               | Kalle Rovanperä                                                                               | Jonne Halttunen                                                           | Toyota GR Yaris Rally1                                                                                         | 06:05.7                                 | Kalle Rovanperä |
| 4. Aug. | 15:48       | WP8                                    | Myhinpää 2                             | 15,51 km                               | Thierry Neuville                                                                              | Martijn Wydaeghe                                                          | Hyundai i20 N Rally1                                                                                           | 06:59.6                                 | Elfyn Evans     |
| 4. Aug. | 17:05       | WP9                                    | Halttula 2                             | 9,14 km                                | Thierry Neuville                                                                              | Martijn Wydaeghe                                                          | Hyundai i20 N Rally1                                                                                           | 04:20.7                                 | Elfyn Evans     |
| 4. Aug. | 19:05       | WP10                                   | Harju 2                                | 3,48 km                                | Thierry Neuville                                                                              | Martijn Wydaeghe                                                          | Hyundai i20 N Rally1                                                                                           | 02:44.5                                 | Elfyn Evans     |
| 4. Aug. | 19:40       | Service Jyväskylä Paviljonki (45 Min.) | Service Jyväskylä Paviljonki (45 Min.) | Service Jyväskylä Paviljonki (45 Min.) | Service Jyväskylä Paviljonki (45 Min.)                                                        | Service Jyväskylä Paviljonki (45 Min.)                                    | Service Jyväskylä Paviljonki (45 Min.)                                                                         | Service Jyväskylä Paviljonki (45 Min.)  | Elfyn Evans     |
| 5. Aug. | 07:05       | WP11                                   | Västilä 1                              | 18,94 km                               | Elfyn Evans                                                                                   | Scott Martin                                                              | Toyota GR Yaris Rally1                                                                                         | 08:29.5                                 | Elfyn Evans     |
| 5. Aug. | 08:05       | WP12                                   | Päijälä 1                              | 20,19 km                               | Elfyn Evans                                                                                   | Scott Martin                                                              | Toyota GR Yaris Rally1                                                                                         | 09:39.0                                 | Elfyn Evans     |
| 5. Aug. | 09:05       | WP13                                   | Rapsula 1                              | 20,56 km                               | Elfyn Evans                                                                                   | Scott Martin                                                              | Toyota GR Yaris Rally1                                                                                         | 09:55.2                                 | Elfyn Evans     |
| 5. Aug. | 10:05       | WP14                                   | Vekkula 1                              | 20,65 km                               | Elfyn Evans                                                                                   | Scott Martin                                                              | Toyota GR Yaris Rally1                                                                                         | 10:09.4                                 | Elfyn Evans     |
| 5. Aug. | 12:17       | Service Jyväskylä Paviljonki (40 Min.) | Service Jyväskylä Paviljonki (40 Min.) | Service Jyväskylä Paviljonki (40 Min.) | Service Jyväskylä Paviljonki (40 Min.)                                                        | Service Jyväskylä Paviljonki (40 Min.)                                    | Service Jyväskylä Paviljonki (40 Min.)                                                                         | Service Jyväskylä Paviljonki (40 Min.)  | Elfyn Evans     |
| 5. Aug. | 14:35       | WP15                                   | Västilä 2                              | 18,94 km                               | Elfyn Evans                                                                                   | Scott Martin                                                              | Toyota GR Yaris Rally1                                                                                         | 08:23.4                                 | Elfyn Evans     |
| 5. Aug. | 15:35       | WP16                                   | Päijälä 2                              | 20,19 km                               | Elfyn Evans                                                                                   | Scott Martin                                                              | Toyota GR Yaris Rally1                                                                                         | 09:32.0                                 | Elfyn Evans     |
| 5. Aug. | 16:32       | WP17                                   | Rapsula 2                              | 20,56 km                               | Elfyn Evans                                                                                   | Scott Martin                                                              | Toyota GR Yaris Rally1                                                                                         | 09:49.0                                 | Elfyn Evans     |
| 5. Aug. | 17:35       | WP18                                   | Vekkula 2                              | 20,65 km                               | Takamoto Katsuta                                                                              | Aaron Johnston                                                            | Toyota GR Yaris Rally1                                                                                         | 10:32.8                                 | Elfyn Evans     |
| 5. Aug. | 19:15       | Service Jyväskylä Paviljonki (45 Min.) | Service Jyväskylä Paviljonki (45 Min.) | Service Jyväskylä Paviljonki (45 Min.) | Service Jyväskylä Paviljonki (45 Min.)                                                        | Service Jyväskylä Paviljonki (45 Min.)                                    | Service Jyväskylä Paviljonki (45 Min.)                                                                         | Service Jyväskylä Paviljonki (45 Min.)  | Elfyn Evans     |
| 6. Aug. | 06:53       | WP19                                   | Moksi-Sahloinen 1                      | 16,56 km                               | Elfyn Evans                                                                                   | Scott Martin                                                              | Toyota GR Yaris Rally1                                                                                         | 07:34.9                                 | Elfyn Evans     |
| 6. Aug. | 08:05       | WP20                                   | Himos-Jämsä 1                          | 9,26 km                                | Takamoto Katsuta                                                                              | Aaron Johnston                                                            | Toyota GR Yaris Rally1                                                                                         | 05:04.4                                 | Elfyn Evans     |
| 6. Aug. | 09:30       | WP21                                   | Moksi-Sahloinen 2                      | 16,56 km                               | Elfyn Evans                                                                                   | Scott Martin                                                              | Toyota GR Yaris Rally1                                                                                         | 07:26.7                                 | Elfyn Evans     |
| 6. Aug. | 12:15       | WP22                                   | Himos-Jämsä 2 (Power Stage)            | 9,26 km                                | 1. Elfyn Evans 2. Thierry Neuville 3. Teemu Suninen 4. Takamoto Katsuta 5. Jari-Matti Latvala | Scott Martin Martijn Wydaeghe Mikko Markkula Aaron Johnston Juho Hänninen | Toyota GR Yaris Rally1 Hyundai i20 N Rally1 Toyota GR Yaris Rally1 Hyundai i20 N Rally1 Toyota GR Yaris Rally1 | 04:54.1 04:55.0 04:56.4 04:58.4 05:02.7 | Elfyn Evans     |